# Wojna konwencjonalna

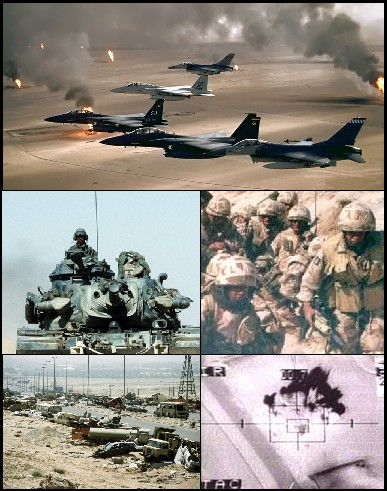
Wojna konwencjonalna

Wojna konwencjonalna (tradycyjna) – zadeklarowany, bezpośredni konflikt zbrojny pomiędzy zorganizowanymi siłami zbrojnymi dwóch lub więcej państw, prowadzony z użyciem broni konwencjonalnych, bez użycia środków broni masowego rażenia. Według niektórych definicji wojna konwencjonalna wyklucza użycie wszystkich broni masowego rażenia, według innych, wyklucza użycie broni jądrowej (ale pozwala na jej rozmieszczenie jako tzw. środek nuklearnego odstraszania).
Departament Obrony Stanów Zjednoczonych definiuje wojnę konwencjonalną jako „typ konfliktu zbrojnego pomiędzy państwami, z bezpośrednią konfrontacją sił wojskowych tych państw, którego celem jest pokonania sił zbrojnych przeciwnika, zniszczenia jego możliwości prowadzenia wojny lub zdobycie, utrzymanie, terenów w celu wymuszenia zmiany rządu lub polityki przeciwnika”.